# Histiotus velatus
Histiotus velatus es una especie de murciélago de la familia Vespertilionidae.

## Distribución geográfica
Se encuentra en Argentina, Brasil y Bolivia. Tiene problemas taxonómicos.

## Importancia sanitaria
Esta especie es considerada como vector biológico de la rabia.